# Leon Stapf
Leon Benedykt Stapf, ps. Niebieski (ur. 21 marca 1888 w Bliżynie, zm. 16–19 kwietnia 1940 w Katyniu) – major saperów Wojska Polskiego, działacz niepodległościowy, kawaler Orderu Virtuti Militari, ofiara zbrodni katyńskiej.

## Życiorys
Urodził się 21 marca 1888 w Bliżynie, w ówczesnym powiecie koneckim guberni radomskiej, w rodzinie Edwarda (zm. 1928) i Antoniny z Ostaszewiczów (zm. 1918). Był starszym bratem Józefa (ur. 1895), majora kawalerii, kawalera Orderu Virtuti Militari. Uczęszczał do sześcioklasowej szkoły realnej Witolda Wróblewskiego w Warszawie. W 1905 jako uczeń piątej klasy wziął udział w strajku szkolnym. W połowie tego roku wstąpił do Polskiej Partii Socjalistycznej i czestniczył w działalności rewolucyjnej. W 1906 aresztowany przez władze carskie. W 1907 przed rozprawą w sądzie wojennym zbiegł z Warszawy do Lwowa. Znalazł zatrudnienie w lwowskiej elektrowni w charakterze rysownika technicznego. W lutym 1913 zdał egzamin dojrzałości w c. k. II Szkole Realnej we Lwowie. W tym samym roku równocześnie z pracą zarobkową rozpoczął studia w c. k. Szkole Politechnicznej we Lwowie. 
W sierpniu 1914 wstąpił do Związku Strzeleckiego we Lwowie i jako członek tej organizacji zaciągnął do Legionów Polskich. W czasie I wojny światowej walczył w szeregach 1 i 4 pułku piechoty oraz kompanii technicznej. 21 listopada 1922 podpułkownik Roman Bolesław Ciborowski, były dowódca plutonu w kompanii technicznej, sporządził wniosek na odznaczenie Leona Stapfa orderem „Virtuti Militari”, w którym między innymi napisał:

brał udział w letniej ofensywie 1915 roku na Brześć Litewski i w walkach pozycyjnych nad Styrem. Minował przedpole, zakładał miny na Reducie Piłsudskiego. Przy wysadzaniu mostu na Stochodzie pod Sitowiczami minował most, był wysłany jako ubezpieczenie minerów na brzeg nieprzyjaciela. Pozostał do końca na stanowisku.

Od 1 lutego do 18 lipca 1918 był uczniem klasy B Szkoły Podchorążych w Ostrowi Mazowieckiej. W 1918 wstąpił do Wojska Polskiego. Po ukończeniu Oficerskiej Szkoły Saperów w Modlinie, przydzielony do XVIII batalionu saperów i wysłany na front wojny 1920. 1 marca 1920 otrzymał przeniesienie z Inspektoratu Saperów i Inżynierii do Kompanii Zapasowej Saperów Nr III w Grodnie. 19 stycznia 1921 został zatwierdzony z dniem 1 kwietnia 1920 w stopniu porucznika „w inżynierii i saperach, z grupy b. Legionów Polskich”. 1 czerwca 1921 służył w XVIII batalionie saperów, pozostając w ewidencji 3 pułku saperów. 3 maja 1922 został zweryfikowany w stopniu kapitana ze starszeństwem z dniem 1 czerwca 1919 i 118. lokatą w korpusie oficerów inżynierii i saperów. W 1923 pełnił służbę w 8 pułku saperów w Toruniu, a w następnym roku w batalionie maszynowym w Nowym Dworze Mazowieckim, jako dowódca kompanii elektrotechnicznej. 18 lutego 1928 został mianowany majorem ze starszeństwem z dniem 1 stycznia 1928 i 20. lokatą w korpusie oficerów inżynierii i saperów. W latach 1928–1933 był oficerem Wojskowego Instytutu Badań Inżynierii w Warszawie. 1 stycznia 1933 został przeniesiony do Korpusu Kontrolerów na okres sześciu miesięcy. 1 lipca 1933 został przeniesiony z korpusu oficerów inżynierii i saperów do korpusu oficerów kontrolerów. Z dniem 30 czerwca 1934 został przeniesiony w stan spoczynku i przydzielony do Oficerskiej Kadry Okręgowej Nr I. Po zwolnieniu z czynnej służby zamieszkał w Warszawie przy ul. Marymonckiej 5. W marcu 1937 był z powrotem w korpusie oficerów inżynierii i saperów.
Pod koniec sierpnia 1939 został powołany do służby czynnej i przydzielony do grupy fortyfikacyjnej. W czasie kampanii wrześniowej, po agresji ZSRR na Polskę z 17 września 1939 w nieznanych okolicznościach dostał się niewoli sowieckiej. Od kwietnia 1940 przebywał w obozie jenieckim w Kozielsku. Między 15 a 17 kwietnia 1940 został przekazany do dyspozycji naczelnika Zarządu NKWD Obwodu Smoleńskiego – lista wywózkowa nr 029/1 z 13 kwietnia 1940, pozycja 93. Między 16 a 19 kwietnia 1940 zamordowany w Katyniu przez funkcjonariuszy Obwodowego Zarządu NKWD w Smoleńsku oraz pracowników NKWD przybyłych z Moskwy na mocy decyzji Biura Politycznego KC WKP(b) z 5 marca 1940. Ofiary tej zbrodni grzebano w bezimiennych mogiłach zbiorowych, gdzie od 28 lipca 2000 mieści się oficjalnie Polski Cmentarz Wojenny w Katyniu. W miejscu tym prowadzone były ekshumacje i prace archeologiczne. W 1943 jego ciało zostało zidentyfikowane w toku ekshumacji nadzorowanych przez Niemców pod numerem 1843 – raport dzienny z 13 maja 1943. Przy jego szczątkach znaleziono: książkę oszczędnościową PKO, legitymację i Krzyż Virtuti Militari, legit. osob. MSWojsk., dwa listy, kartę pocztową, fotografię, odznaki i ordery, wizytówkę oraz baretkę. Figuruje na liście Komisji Technicznej PCK pod numerem 01843, wskazany jako major urodzony 21 marca 1888, zamieszkały w Zalesiu Górnym k/Piaseczna.
5 października 2007 minister obrony narodowej Aleksander Szczygło mianował go pośmiertnie na stopień podpułkownika. Awans został ogłoszony 9 listopada 2007 w Warszawie, w trakcie uroczystości „Katyń Pamiętamy – Uczcijmy Pamięć Bohaterów”.
Był żonaty z Marią Rothenburg-Rościszewską, z którą miał trzy córki: Krystynę Antonię (ur. 20 listopada 1925), Bożenę Cecylię (1928–2014) i Grażynę Zofię (1930–2019). Bożena i Grażyna walczyły w powstaniu warszawskim. Bożena ps. „Kotka” w stopniu starszego strzelca była łączniczką w Zgrupowaniu AK Sienkiewicz. Grażyna ps. „Petek” była łączniczką w batalionie AK Pięść.

## Ordery i odznaczenia
- Krzyż Srebrny Orderu Wojskowego Virtuti Militari nr 5937 – 17 maja 1922[40]
- Krzyż Niepodległości – 29 grudnia 1933 „za pracę w dziele odzyskania niepodległości”[41]
- Krzyż Walecznych czterokrotnie (po raz pierwszy w 1921[42])
- Złoty Krzyż Zasługi – 19 marca 1937 „za całokształt zasług w służbie wojskowej”[43][23]
- Medal Pamiątkowy za Wojnę 1918–1921[44]
- Medal Dziesięciolecia Odzyskanej Niepodległości[44]